# Métamatériau
Pour les articles homonymes, voir matériau (homonymie).
En physique, le terme métamatériau désigne un matériau composite artificiel qui présente des propriétés physiques (électromagnétiques, optiques, etc.) qu'on ne retrouve pas dans un matériau naturel.
Il s'agit en général de structures périodiques, diélectriques ou métalliques, qui se comportent comme un matériau homogène n'existant pas à l'état naturel. Il existe plusieurs types de métamatériaux en électromagnétisme, les plus connus étant ceux susceptibles de présenter à la fois une permittivité et une perméabilité négatives. Mais il en existe d'autres : milieux d'impédance infinie, milieu à permittivité relative inférieure à 1, etc. En réalité les métamatériaux sont très anciens, puisqu'on peut considérer par exemple les verres colorés utilisés dans les vitraux des cathédrales comme des métamatériaux optiques. De même on peut considérer les cristaux photoniques comme des métamatériaux.
C'est aujourd'hui un domaine de recherche très actif.

## Historique
Les milieux dits « main gauche » ou à « indice de réfraction négatif » ont été théorisés en 1967 par Victor Veselago. Ils nécessitent une perméabilité et une permittivité négatives simultanément. Longtemps, cette double condition a été difficile à réaliser, même si l'on connaissait de longue date des milieux présentant une permittivité négative (par exemple les plasmas). En 2006, John Pendry, de l'Imperial College, en propose une réalisation à l'aide de structures périodiques métalliques formées d'anneaux concentriques coupés, appelés split-ring resonators (en) (SRR), et de fils métalliques continus. Il avait démontré, dans deux articles successifs, qu'un arrangement périodique de fils métalliques continus parallèles présentait une permittivité négative en basse fréquence, et qu'un réseau périodique de SRR présentait une perméabilité négative autour d'une fréquence de résonance. En réunissant les deux réseaux dans une structure périodique composite, on réalisait le milieu proposé par V. Veselago. Ce milieu présentait alors un indice négatif au voisinage de la fréquence de résonance des SRR.
Cette propriété d'indice de réfraction négatif était déjà remarquable, mais elle aurait pu rester une curiosité de laboratoire. Ce qui a réellement attiré l'attention sur ces matériaux exotiques a été la proposition par J. Pendry de la possibilité de réaliser une superlentille dont la résolution ne serait plus limitée par les lois classiques de l'optique. Enfin, en 2006, pour couronner ce sujet, J. Pendry et U. Leonhardt proposaient la réalisation d'une cape d'invisibilité utilisant des métamatériaux.
Plusieurs équipes ont démontré depuis que ces prédictions théoriques étaient matérialisables, en réalisant successivement des prototypes de superlentilles et de cape d'invisibilité en micro-onde. Auparavant, David R. Smith (en) avait montré expérimentalement que le matériau composite de J. Pendry présentait bien une permittivité et une perméabilité négatives, et donc un indice de réfraction négatif.
Des tentatives de réalisation de ces métamatériaux, en infrarouge et dans le domaine visible, ont été également proposées. Il s'agit de véritables tours de force, dans la mesure où la période du réseau est de l'ordre du dixième de la longueur d'onde. Par exemple, dans le visible, si la longueur d'onde est 500 nm, la période est de l'ordre de 50 nm, avec des largeurs de motifs métalliques de l'ordre de la dizaine de nanomètres.
La difficulté vient donc du fait qu'il faut obtenir des structures très petites afin de créer des réseaux à faible période. Actuellement, les métamatériaux sont réalisés par microgravure ou nanogravure. Ils sont constitués de fibres de cuivre imprimées dans des fibres de verre constituant ainsi la partie isolante, c'est-à-dire la partie diélectrique du métamatériau. C'est donc principalement dans la mise en forme que les ingénieurs sont limités. Certains groupes de recherche espèrent trouver une solution en changeant la méthode de fabrication, c'est-à-dire en réalisant ces métamatériaux par auto-assemblages dirigés, ces derniers se fabriquant alors de manière quasi-naturelle. D'autre part, le problème de l'élaboration d'un tel matériau provient de la difficulté à obtenir des matières premières de grande pureté.

## Propriétés des métamatériaux à main gauche

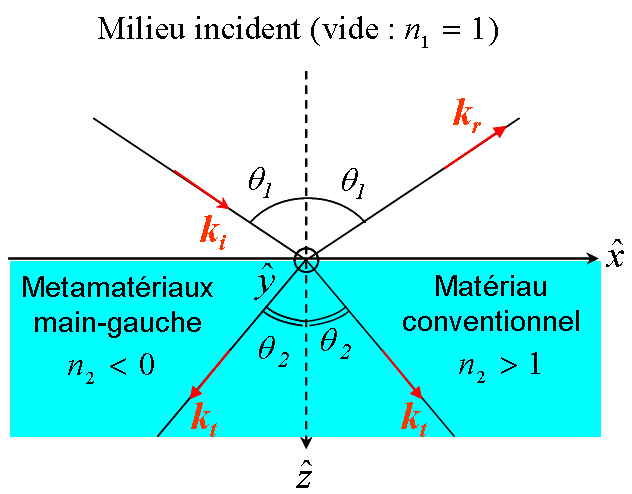
Schéma de la réflexion-transmission d'une onde plane lors d'un saut d'indice : réfraction normale à droite, et réfraction négative à gauche.

- Leur indice de réfraction est négatif.
- Leur permittivité {\displaystyle \epsilon } et leur perméabilité {\displaystyle \mu } sont négatives.
- Lors de la propagation d'une onde plane dans un métamatériau, le trièdre formé par les vecteurs (k,E,H) est inversé.
- Les vitesses de phase et de groupe sont opposées (alors qu'elles sont de même sens dans un milieu classique).
- Contrairement aux milieux classiques, ils amplifient les ondes évanescentes.
- L'effet Doppler est inversé.
- L'effet Tcherenkov est inversé.
- Il existe des ondes de surface, appelées « plasmons » pour les deux polarisations, qui peuvent être propagatives ou rétro-propagatives.
- Il existe des modes guidés rétro-propagatifs et des modes à fuite rétro-propagatifs.

## Applications potentielles
- Lentilles à haute résolution ou « super-lentilles » proches du stigmatisme rigoureux et ayant une résolution théoriquement infinie[Information douteuse].
- Matériau à indice négatif (NIM).
- Pièges à lumière ou électromagnétiques.
- Dispositif d'invisibilité (en réalité, dans cette application ni la perméabilité ni la permittivité ne sont négatives, mais uniquement variables).
- Mise au point de miroirs de Bragg constitués de tels matériaux, éventuellement encore plus efficaces.
- Antennes compactes et directives utilisant un radôme à indice négatif.
- Réalisations de digues flottantes, dont le but ne serait plus de briser les vagues comme avec l'utilisation d'une digue traditionnelle, mais plutôt de leur faire contourner ce qui est protégé par la digue.
- Simulation de métriques de Minkowski ou de multivers[1],[2].
- Métamatériaux sismiques interagissant avec les ondes sismiques[3].
- Antennes résonantes et antennes à ondes de fuites[4].
- Communication fantôme (communication sans fil « passive » à base de métasurface), consistant à moduler le signal réfléchi d'une observation radar SAR[5],[6],[7].

## Les métamatériaux sismiques
La notion de sols structurés n’est pas nouvelle. Si nous comprenons par cette définition, la création de sols rendus composites par l’action de l’Homme, avec des agencements périodiques ou non d’éléments introduits dans le sous-sol, constitués de vides ou remplis par un matériau (béton, sable, gravier, métal, etc.) alors les fondations spéciales d’un bâtiment, un maillage d’inclusions rigides, un réseau de cellules parallélépipédiques avec parois en béton de sol pour s’opposer à la liquéfaction des sols ou encore tout ensemble de structures enterrées à l’échelle d’une ville peuvent satisfaire à cette définition. Cependant, l’intérêt des sols structurés peut ne pas se limiter à la recherche de la seule modification de la caractéristique d’un paramètre mécanique. Par exemple, il peut s’agir de l’augmentation du module de cisaillement obtenu grâce à un sol composite, constitué de lui-même, plutôt « mou » et de l’adjonction d’éléments plus « rigides ».Dans ce cas, par une loi d’homogénéisation donnée, il est possible d’obtenir un matériau globalement moins déformable pour une sollicitation donnée. Le but de ce qui est appelé un métamatériau va plutôt résider en une action sur la propagation du signal lui-même : infléchir le trajet d’un rai sismique, filtrer certaines fréquences du signal, etc. Cependant, les sols offrent déjà bien des particularités les éloignant des matériaux aux propriétés élastiques bien définies. En 2012, la première expérimentation de terrain visant à identifier spécifiquement de possibles analogies entre ondes électromagnétiques et ondes mécaniques sismiques, a été réalisée en France, près de Grenoble.

### Ressource radiophonique
Nicolas Martin, « Matériaux de camouflage : tout doit disparaître » [audio], émission La Méthode scientifique (58 min), France Culture, 25 avril 2018.
Conversation autour des métamatériaux avec le physicien Sébastien Guenneau, chargé de recherche à l'Institut Fresnel de Marseille (CNRS / Université d'Aix-Marseille) et d'André de Lustrac, professeur à l’Université Paris-Nanterre qui travaille au centre de nanosciences et de nanotechnologies (C2N) d'Orsay.